# Chung Quân (nhạc sĩ)
Nguyễn Đức Tiến (1936 - 1988), là một nhạc sĩ Việt Nam, nổi tiếng qua ca khúc Làng tôi.

## Cuộc đời
Nguyễn Đức Tiến, có bút danh là Chung Quân, sinh ngày 6 tháng 7 năm 1936 tại Hà Nội.
Năm 1952, khi mới 16 tuổi, bản Làng tôi của ông đã giành được giải của Công ty điện ảnh, đoàn cải lương Kim Chung ở Hà Nội để làm bản nhạc nền cho phim Kiếp hoa, một trong số ít những phim Việt Nam thực hiện trong thời kỳ này.
Năm 1954, Chung Quân cùng gia đình di cư vào Nam, định cư ở vùng Khánh Hội. Nhờ đã từng học sư phạm chuyên ngành về nhạc và danh tiếng của Làng tôi, Chung Quân được Bộ Quốc gia Giáo dục của Đệ Nhất Cộng hòa ưu đãi, cho dạy môn nhạc tại hai trường trung học Chu Văn An, và Nguyễn Trãi. Thời gian giảng dạy ở trường Nguyễn Trãi, Chung Quân là thầy dạy nhạc của nhiều nhạc sĩ nổi tiếng sau này như Ngô Thụy Miên, Vũ Thành An, Đức Huy, Nam Lộc... Cũng khoảng thời gian 1955 - 1956, ông có soạn bản hợp xướng Sông Bến Hải, theo một vài ý kiến thì đó là một trường ca có giá trị nghệ thuật, viết về cuộc di cư năm 1954, nhưng về sau không thấy phổ biến rộng rãi.
Theo một vài bài viết của các học trò nhạc sĩ Chung Quân thì trước 1975, ông từng học tại New York, sau đó tốt nghiệp tiến sĩ văn chương tại Anh. Sau năm 1975 ông ở lại Việt Nam và qua đời vào ngày 26 tháng 1 năm 1988 do bị đột quỵ, trong khi đang chơi cờ tướng với người em rể.
Nhạc phẩm Làng tôi của Chung Quân trùng tên với 2 ca khúc khác cũng rất nổi tiếng của Văn Cao và Hồ Bắc. Ngoài ra ông còn một vài sáng tác khác.

## Tác phẩm
- Cô gái quê
- Hận kỳ đài
- Gửi chút tình
- Làng tôi
- Mong anh
- Nam Việt
- Sông Bến Hải (hợp xướng)
- Tình mẹ
- Trai Việt